# Prosomphax callista
Prosomphax callista là một loài bướm đêm trong họ Geometridae.